# Androcymbium dregei
Androcymbium dregei är en tidlöseväxtart som beskrevs av Karel Presl. Androcymbium dregei ingår i släktet Androcymbium och familjen tidlöseväxter. Inga underarter finns listade i Catalogue of Life.